# Carlos Blixen
Pour les articles homonymes, voir Blixen et Abella (homonymie).
Carlos Samuel Blixen Abella, né le 27 décembre 1936, à Montevideo, en Uruguay, et mort le 1er août 2022, est un ancien joueur uruguayen de basket-ball.

## Palmarès
- 3e des Jeux olympiques 1956
- Champion d'Amérique du Sud 1955
- Finaliste du championnat d'Amérique du Sud 1958
- Finaliste du championnat d'Amérique du Sud 1961
- Troisième du championnat d'Amérique du Sud 1963